# 스톡홀름 브롬마 공항

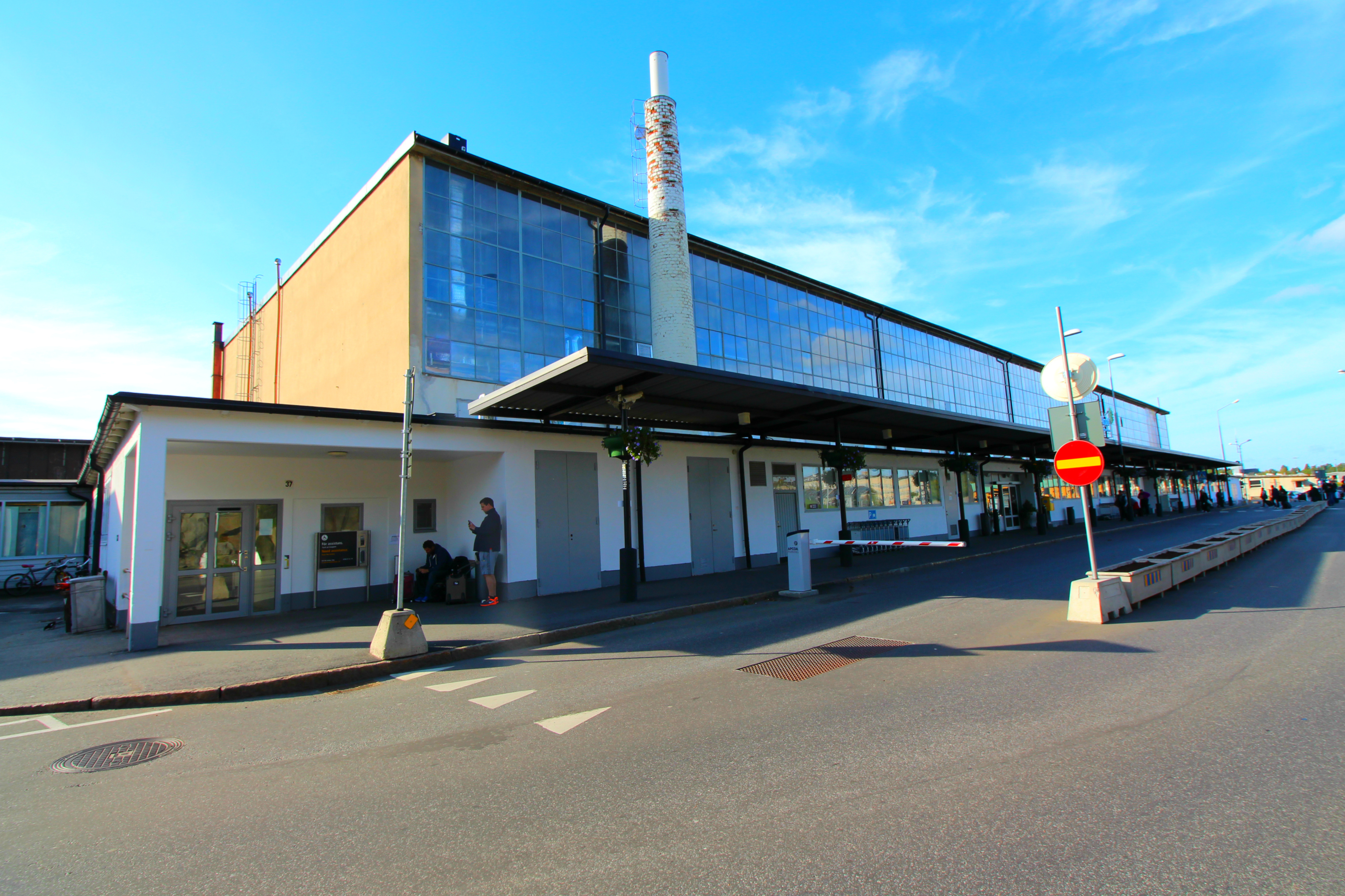

스톡홀름 브롬마 공항(Stockholm Bromma Airport, IATA: BMA, ICAO: ESSB)은 스웨덴 스톡홀름에 위치한 국내 및 국제공항이다. 스톡홀름 다운타운에서 서-북서쪽으로 7.4킬로미터 지점에 위치해 있으며 스톡홀름 알란다 공항 등 스톡홀름 주변의 다른 상용 승객 공항들에 비해 도시에 매우 가까운 편이다. 브롬마 국제공항은 2015년 기준 승객 교통 및 이착륙 부문에서 스웨덴에서 3번째로 분주한 공항이다.